# ロスパロス
ロスパロス（テトゥン語：Lospalos）は、東ティモールの都市。

## 都市の概要
首都ディリから東へ248kmのところに位置する。人口は2006年時点で1万7186人、ラウテン県とロスパロス地区の中心都市でもある。地区全体では2004年時点で2万5417人が暮らす。
ロス・パロスと表記されることもあるがこれはスペイン発祥の誤記で、パプア諸語に属すフタルク語のLohoasupalaが地名の起こりである。けれども、近年フタルク語ではLospalaと呼ばれる。
ロスパロスはティモール人民民主協会（現 ティモール民主連合）の共同設立者で党首を務めたフレデリコ・アルメイダ・サントス・コスタの生誕地である。

## 外部リンク

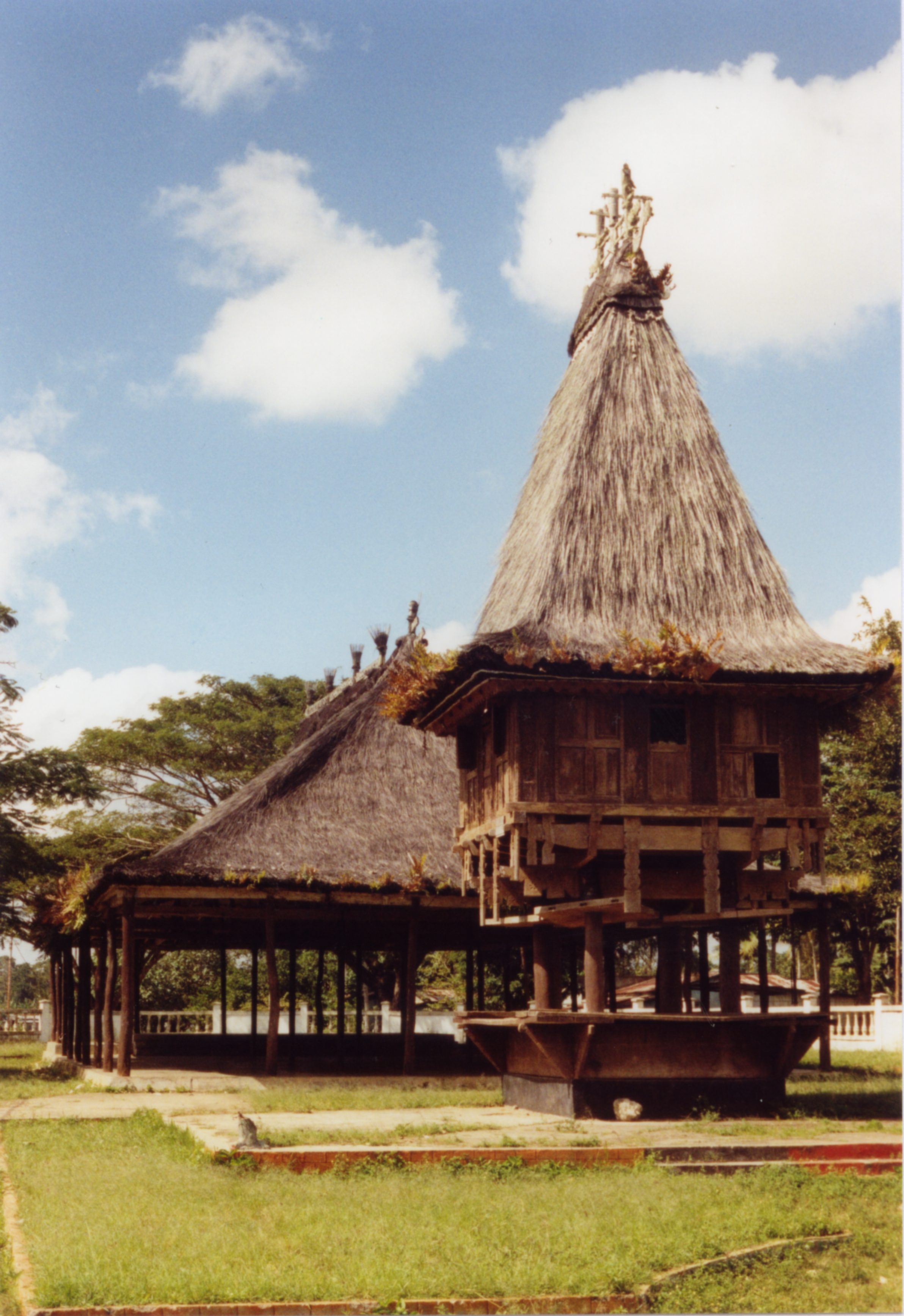
ロスパロスの神聖な家

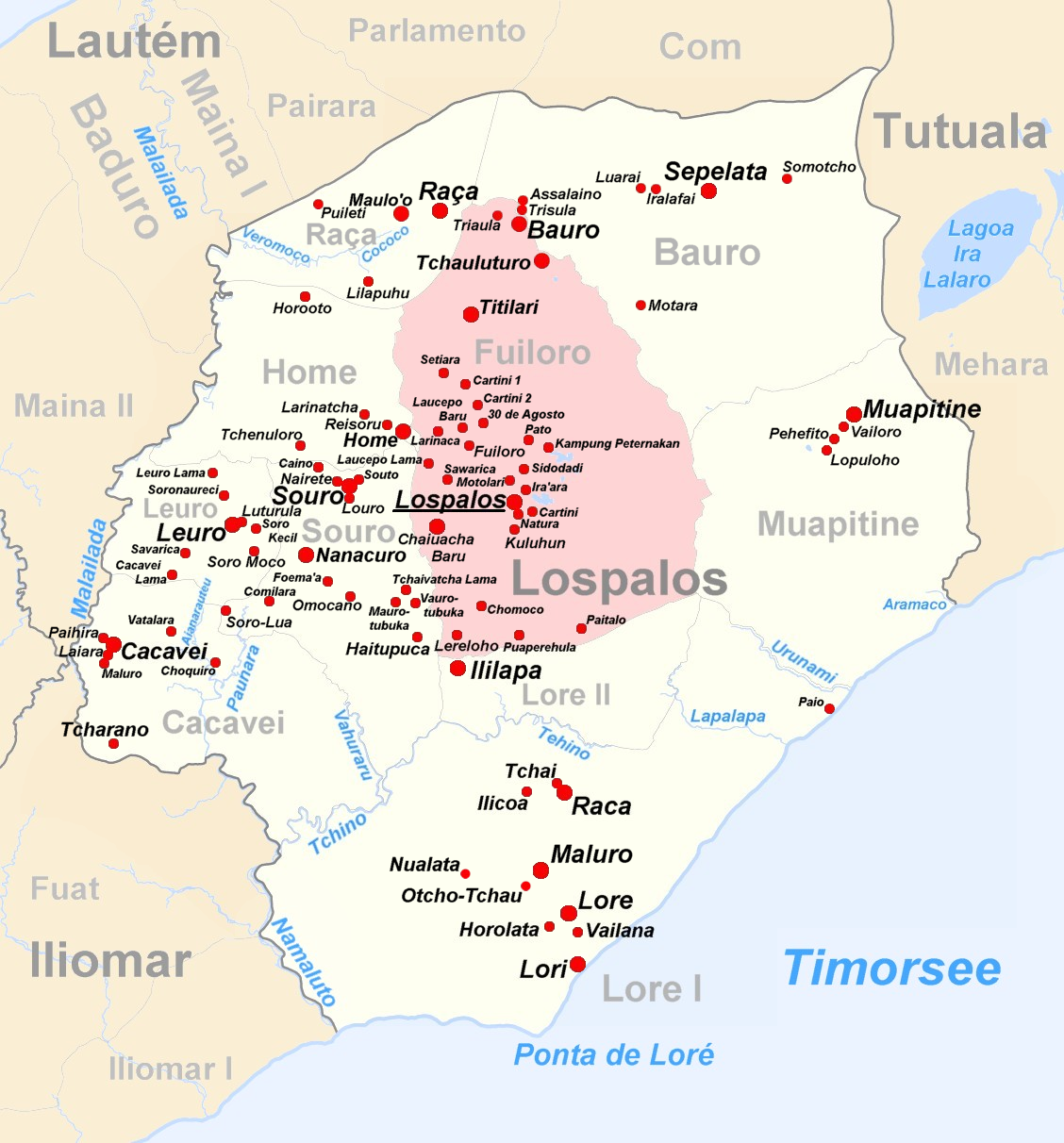
ロスパロス地区